# Banu Hilal
Los Banu Hilal (en árabe: بنو هلال) fueron una confederación de tribus árabes beduinas. Fueron parte de la revuelta de los Cármatas contra los abasíes.
Emigraron desde el Alto Egipto en el norte de África en el siglo XI hacia el Magreb, después de haber sido enviados por los fatimíes para castigar a los ziríes por haber abandonado el chiismo y su número se estima que era de 50 000 guerreros y de 200 000 beduinos cuándo invadieron Ifriqiya (actualmente Túnez) en 1051-1052 bajo el comando de Abu Zayd Al-Hilali. Otros autores sugieren que eran las tribus de las praderas situadas en la orilla izquierda de la parte superior del Nilo que se trasladaron hacia el este de África a causa de la degradación ambiental que acompañó al período cálido medieval. Los Banu Hilal rápidamente derrotaron a los ziríes y debilitaron seriamente a sus vecinos hamaditas. Su llegada fue un factor importante en la arabización lingüística y cultural del Magreb, y en la propagación del nomadismo en las zonas donde la agricultura había sido dominante. Ibn Jaldún señaló que las tierras devastadas por los Banu Hilal habían vuelto completamente árido el desierto del Sahara. Fueron liderados por Abu Zayd al-Hilali. Su historia se narra de forma novelada en la épica de Taghribat Bani Hilal.
Fueron unos de los impulsores de la arabización debido a su influencia política. Desde su aparición y hasta el siglo XIV, los Banu Hilal fueron una fuerza autónoma a la que todos los estados del Magreb recurrían para defenderse.

## Aparición inicial en la disputa fatimí y zirí

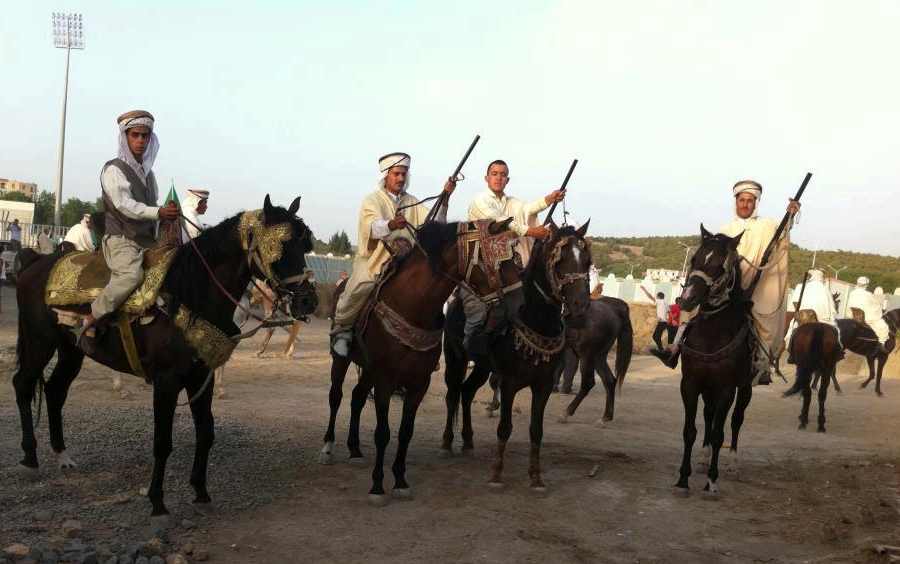
Oulad Hijaz es una comunidad árabe de Banu Hilal en la provincia de Setif

Abu Zayd Al-Hilali lideró entre 150.000 y 300.000 árabes hacia el Magreb, que se asimilaron y se casaron con los pueblos indígenas. Los soberanos trataron de neutralizar su poder incorporándolos a su ejército, pero no era posible el entendimiento entre ambos. Esto terminó derrumbando la autoridad superior de estos soberanos y cada jefe local constituyó su propio reino. Todo el territorio que se extiende al sur de la región de Constantina permaneció en las manos de esta tribu, que iba creciendo en número cada año.
Una característica que traían consigo eran los privilegios fiscales de la iqta, heredando de esta manera el poder político de la zona. Su estructura social tribal se fue consolidando a lo largo de los años y generaron riqueza con el control político. Fueron un elemento de descentralización debido a su nomadismo. Mantuvieron su estatus gracias al comercio.

## Imperio Almohade

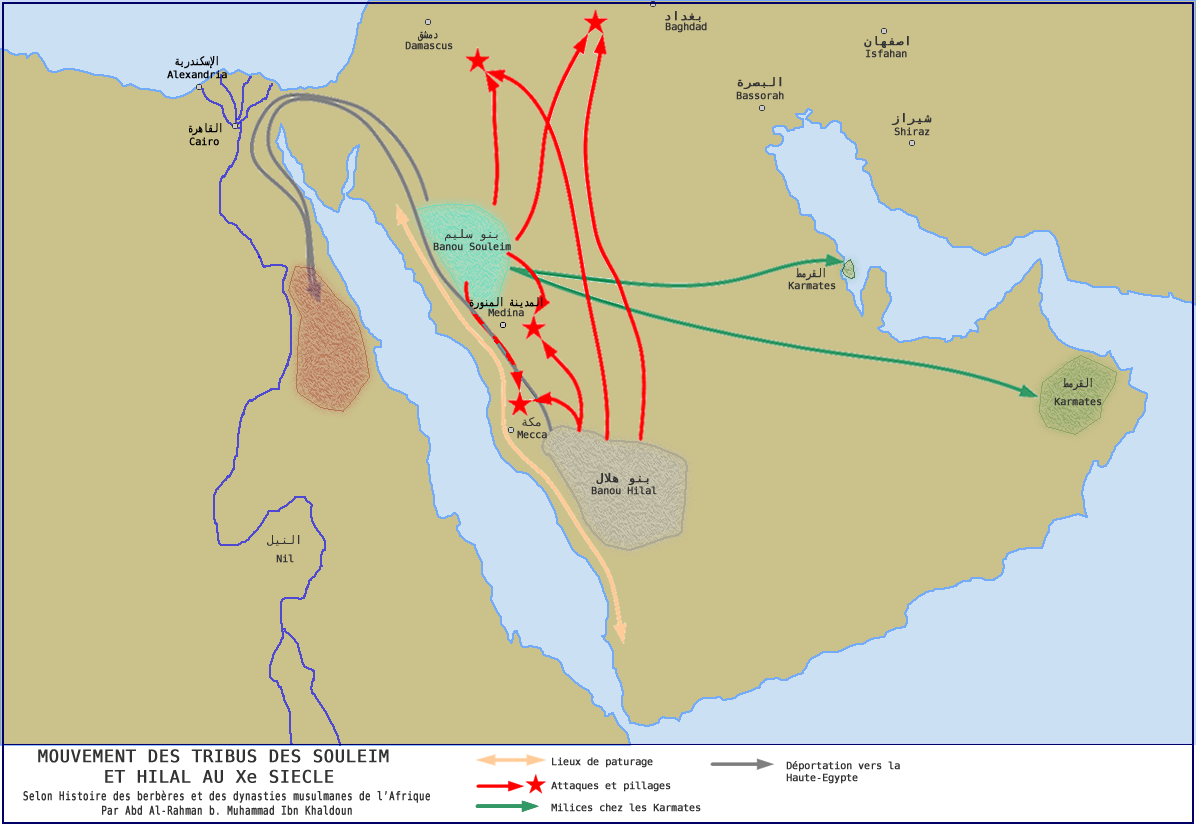
Movimientos de las tribus de Suleim y Banu Hilal.

Durante el imperio almohade, los árabes hilalíes controlaron la ruta comercial de Fez a Marraquech, conformando un ejército y asentando su poder. Su número era reducido y estaban divididos entre los distintos pretendientes mu’miníes, siendo imposible para ellos heredar la autoridad almohade por la falta de centralización. Una vez cae el Imperio Almohade, se enfrentan a los maríníes  por el poder, teniendo que desplazarse al oeste posteriormente y volviendo al nomadismo.

## Fracaso de la idea imperial y su papel en el Sultanato Benimerín
El sultán mariní Abu Yúsuf Yaqub, somete a los hilalíes en el año 1274 tras un siglo en el que los hilalíes habían gobernado en solitario el sur del actual Marruecos. Una vez sometidos, sustituyen a los mercenarios como fuerza del ejército del Sultanato Benimerín y comparten desigualmente el poder político con libertos e inmigrantes andalusíes. Las diferencias entre estos grupos entorpecieron la organización interna.
Tras la muerte de Ahmad II en 1393, se logra la convivencia con los Banu Hilal en Ifriquiya, quienes vuelven a reconocer la soberanía del estado. Controlaron las llanuras y sus jefes consolidaron su autoridad en la zona. Sin embargo, habían dejado de ser soldados profesionales para volver a una actividad pastoril, por lo que sus lazos con el poder se debilitaron hasta romperse. Siguieron siendo líderes militares dependientes de su posición en las guerras para alcanzar poder, por lo que nunca llegaron a consolidarse realmente en el mismo.